# 지하윤
지하윤 (본명: 지윤미, 池潤美, 1995년 2월 10일 ~ )은 대한민국의 배우이다.

## 학력
- 건양대학교 의료뷰티학과

## 출연 작품

### 드라마
- 2016 SBS 《돌아와요 아저씨》 송이연 (아역)
- 2015 KBS 《후아유 - 학교 2015》 하윤 역
- 2015 tvN 《두번째 스무살》 민애 역
- 2015 tvN 《풍선껌》 이진아 역

### 뮤직비디오
- 2015 《잊는다는게》 윤현상
- 《Airplane》 IKON